# Colchicum bulbocodium
Colchicum bulbocodium is een voorjaarsbloeier uit de herfsttijloosfamilie (Colchicaceae). De wetenschappelijke naam werd
gepubliceerd door John Bellenden Ker Gawler in 1807.

## Verspreiding
Colchicum bulbocodium komt voor in de Pyreneeën, het zuidwesten van de Alpen, Servië, de Zevenburgse Alpen, Moldavië, het zuiden van Europees Rusland en de Zuidelijke Kaukasus.

## Synoniemen
- Bulbocodium vernum L.
- Colchicum merendera Ker Gawl.
- Bulbocodium vernum f. plantii Voss
- Merendera verna (L.) Bubani

... · 
C. alpinum (Alpentijloos) · 
C. autumnale (Herfsttijloos) · 
C. bulbocodium · 
C. ×byzantinum (Droogbloeier) · 
...